# グラント郡区 (アイオワ州カス郡)
グラント郡区は、アメリカ合衆国、アイオワ州、カス郡にある16の郡区の一つである。2000年の国勢調査で、人口は　1273人だった。

## 地理
グラント郡区は、92.4平方キロメートル（35.69平方マイル)で、Anitaが含まれる。
アメリカ地質調査所によると、この郡区はEvergreenの1つの霊園が含まれる。